# Синхронное плавание на чемпионате мира по водным видам спорта 2011
Соревнования по синхронному плаванию на чемпионате мира 2011 проходили с 17 по 23 июля. Были разыграны 7 комплектов наград.

## Медалисты
| Дисциплина                                  | Золото | Серебро | Бронза |
| Соло, техническая программа см. подробнее   | Наталья Ищенко — 98,300 Россия | Хуан Сюэчэнь — 96,500 Китай | Андреа Фуэнтес — 95,300 Испания |
| Соло, произвольная программа см. подробнее  | Наталья Ищенко — 98,550 Россия | Андреа Фуэнтес — 96,520 Испания | Сунь Вэньянь — 95,840 Китай |
| Дуэты, техническая программа см. подробнее  | Россия — 98,200 · Наталья Ищенко · Светлана Ромашина | Китай — 96,500 · Хуан Сюэчэнь · Лю Оу | Испания — 95,400 · Она Карбонель · Андреа Фуэнтес |
| Дуэты, произвольная программа см. подробнее | Россия — 98,490 · Наталья Ищенко · Светлана Ромашина | Китай — 96,810 · Цзян Тинтин · Цзян Вэньвэнь | Испания — 95,500 · Она Карбонель · Андреа Фуэнтес |
| Группа, техническая программа               | Россия — 98,300 · Анастасия Давыдова · Мария Громова · Эльвира Хасянова · Светлана Колесниченко · Дарья Коробова · Александра Пацкевич · Алла Шишкина · Анжелика Тиманина · Анисия Ольхова · Александра Зуева                                      | Китай — 96,800 · Хуан Сюэчэнь · Лю Оу · Чан Сы · Цзян Тинтин · Цзян Вэньвэнь · Ло Си · Сунь Вэньянь · У Ивэнь · Чэнь Сяоцзюнь · Го Ли                          | Испания — 96,000 · Она Карбонель · Андреа Фуэнтес · Клара Басиана · Альба Кабельо · Марга Креспи · Таис Энрикес · Паула Кламбург · Кристина Сальвадор · Сара Джихон · Ирена Монтруччио                                         |
| Группа, произвольная программа              | Россия — 98,620 · Анастасия Давыдова · Мария Громова · Эльвира Хасянова · Светлана Колесниченко · Дарья Коробова · Александра Пацкевич · Алла Шишкина · Анжелика Тиманина · Наталья Ищенко · Александра Зуева                                      | Китай — 96,580 · Хуан Сюэчэнь · Лю Оу · Чан Сы · Цзян Тинтин · Цзян Вэньвэнь · Ло Си · Сунь Вэньянь · У Ивэнь · Чэнь Сяоцзюнь · Фань Цзячэнь                   | Испания — 96,090 · Она Карбонель · Андреа Фуэнтес · Клара Басиана · Альба Кабельо · Марга Креспи · Таис Энрикес · Паула Кламбург · Кристина Сальвадор · Сара Джихон · Ирена Монтруччио                                         |
| Комбинация                                  | Россия — 98,470 · Анастасия Давыдова · Мария Громова · Эльвира Хасянова · Наталья Ищенко · Светлана Ромашина · Светлана Колесниченко · Дарья Коробова · Александра Пацкевич · Алла Шишкина · Анжелика Тиманина · Анисия Ольхова · Александра Зуева | Китай — 96,390 · Хуан Сюэчэнь · Лю Оу · Чан Сы · Фань Цзячэнь · Юй Лэлэ · Ло Си · Сунь Вэньянь · У Ивэнь · Чэнь Сяоцзюнь · Го Ли · Цзян Тинтин · Цзян Вэньвэнь | Канада — 96,150 · Женевьева Беланже · Мари-Пьер Будро Ганьон · Стефани Дюроше · Джо Анни Фортин · Хлоя Исаак · Стефани Леклэйр · Трейси Литтл · Элиза Маркотт · Карина Томас · Валери Уэлш · Габриэлла Кардинал · Эрин Уиллсон |

## Медальный зачёт
| Общее количество медалей |         |        |         |        |       |
| Место                    | Страна  | Золото | Серебро | Бронза | Всего |
| 1                        | Россия  | 7      | 0       | 0      | 7     |
| 2                        | Китай   | 0      | 6       | 1      | 7     |
| 3                        | Испания | 0      | 1       | 5      | 6     |
| 4                        | Канада  | 0      | 0       | 1      | 1     |

## Расписание
Дано шанхайское время (UTC+8).
| Дата         | Время | Соревнование                                  |
| ------------ | ----- | --------------------------------------------- |
| 17 июля 2011 | 09:00 | Соло: техническая программа, квалификация.    |
| 17 июля 2011 | 14:00 | Дуэт: техническая программа, квалификация.    |
| 17 июля 2011 | 17:15 | Соло: техническая программа, финал.           |
| 18 июля 2011 | 09:00 | Группа: техническая программа, квалификация.  |
| 18 июля 2011 | 19:00 | Дуэт: техническая программа, финал.           |
| 19 июля 2011 | 09:00 | Группа: произвольная программа, квалификация. |
| 19 июля 2011 | 14:00 | Дуэт: произвольная программа, квалификация.   |
| 19 июля 2011 | 19:00 | Группа: техническая программа, финал.         |
| 20 июля 2011 | 09:00 | Соло: произвольная программа, квалификация.   |
| 20 июля 2011 | 14:00 | Комбинация, квалификация.                     |
| 20 июля 2011 | 19:00 | Соло: произвольная программа, финал.          |
| 21 июля 2011 | 19:00 | Комбинация, финал.                            |
| 22 июля 2011 | 19:00 | Дуэт: произвольная программа, финал.          |
| 23 июля 2011 | 19:00 | Группа: произвольная программа, финал.        |